# 朝の歌 (エルガー)
『朝の歌』（あさのうた、仏: Chanson de Matin）作品15-2は、エドワード・エルガーが作曲したヴァイオリンとピアノのための楽曲。後に作曲者自身の手によって管弦楽編曲された。1889年から1890年頃に作曲されたことはほぼ確実であろうと考えられているが、初版の年は1899年である。
この曲と対を成す楽曲『夜の歌』作品15-1とはしばしば比較される。深遠さは求めるべくもないが、清々しい旋律の魅力により人気を獲得している。特に、電気録音発達前の20世紀初頭においてはサロン向け小品である作品15が、エルガー作品の中でも最も知られた曲のひとつであった。
エルガーは本作の旋律を1918年の弦楽四重奏曲の第2楽章に引用している。
原曲版と管弦楽版が最も知られるが、他に作曲者自身によるチェロとピアノ、ヴィオラとピアノのための編曲がある。またエルガーの友人であったハーバート・ブリュワーによるオルガン版も存在する。

## 楽曲構成
アレグレット 2/4拍子 ト長調
4小節の導入に続き、ピアノのシンコペーションの上にヴァイオリンによって愛らしい旋律が奏される（譜例）。

譜例
演奏時間は約3分。

## 管弦楽版
管弦楽編曲版は原曲の2年後に出版され、『夜の歌』とともに1901年9月14日のクイーンズ・ホールにおいて、ヘンリー・ウッドが指揮するプロムナード・コンサートで初演された。
楽器編成はフルート、オーボエ、クラリネット2、ファゴット、ホルン2、ハープ、弦五部。『夜の歌』も同じ編成となっている。